# Thế vận hội Người khuyết tật Mùa hè 2028
Thế vận hội Người khuyết tật Mùa hè 2028 (Tiếng Anh: 2028 Summer Paralympics) thường được gọi là Paralympic Los Angeles 2028 là một sự kiện thể thao đa môn dành cho các vận động viên khuyết tật được tổ chức từ ngày 22 tháng 8 đến ngày 3 tháng 9 năm 2028 tại Los Angeles, Hoa Kỳ. Cuộc bầu cử thành phố đăng cai Thế vận hội Người khuyết tật 2024 và 2028 diễn ra vào năm 2017, tại Lima, Peru.
Đây sẽ là lần thứ năm Los Angeles tổ chức Thế vận hội Người khuyết tật.

## Đấu thầu
| Los Angeles | Hoa Kỳ | Ưu tiên |

## Tiếp thị
Biểu trưng Thế vận hội và Thế vận hội Người khuyết tật Mùa hè 2028 được công bố vào ngày 1 tháng 9 năm 2020, xuất hiện chữ "A" phản ánh sự đa dạng văn hóa của Los Angeles.

## Ủy ban Paralympic tham dự
- Hoa Kỳ (Chủ nhà)